# Лопес Трухильо, Альфонсо
Альфо́нсо Ло́пес Трухи́льо (исп. Alfonso López Trujillo; 8 ноября 1935, Вильяэрмоса, Колумбия — 19 апреля 2008, Рим, Италия) — колумбийский кардинал. Титулярный епископ Босеты и вспомогательный епископ Боготы с 25 февраля 1971 по 22 мая 1978. Коадъютор архиепископа Медельина с 22 мая 1978 по 2 июня 1979. Архиепископ Медельина со 2 июня 1979 по 9 января 1991. В 1979—1982 председатель латиноамериканского епископского совета. В 1987—1990 председатель епископской конференции Колумбии. Кардинал-священник с титулом церкви Санта-Приска со 2 февраля 1983 по 17 ноября 2001. Кардинал-епископ Фраскати с 17 ноября 2001 по 19 апреля 2008. Председатель Папского Совета по делам семьи с 8 ноября 1990 по 19 апреля 2008.

## Ранняя жизнь
Лопес Трухильо родился 8 ноября 1935 года в Вильяэрмосе, Толима, епархия Ибагуэ, Колумбия. Лопес Трухильо перебрался в Боготу когда был маленьким мальчиком. Он учился в Национальном Университете Боготы, а также в семинарии Боготы. А закончил своё обучение в Риме, в Папском Международном Колледже Angelicum, где получил степень доктора философии.

## Священник и епископ
Лопес Трухильо был посвящён в священники 13 ноября 1960 года и, после обучения в Риме в течение дополнительных двух лет, возвратился в Боготу, где он преподавал философию в местной семинарии в течение четырёх лет. В 1968 году, он организовал новый пастырский отдел митрополии Боготы, а с 1970 года до 1972 год, был генеральным викарием митрополии. 25 февраля 1971 года, папа римский Павел VI назначил его титулярным архиепископом Босеты и вспомогательным епископом Боготы. Ординацию совершил 25 марта 1971 года, в Боготе, Анибаль Муньос Дуке, титулярный архиепископ Карьяны.
В 1972 году, Лопес Трухильо был избран генеральным секретарём Латиноамериканской епископской конференции (СЕЛАМ) — пост, который он сохранял до 1984 года. Проявил себя как оппонент теологии освобождения. Одно из его главных достижений в течение того периода было организация третьей генеральной конференции Латиноамериканских епископов в 1979 году, в которой участвовал папа римский Иоанн Павел II. В этот же самый год — 2 июня 1979 года, он стал архиепископом Медельина.

## Во главеПапского Совета по делам Семьи
Лопес Трухильо был возведён в достоинство кардинала Иоанном Павлом II на консистории от 2 февраля 1983 года и стал кардиналом-епископом 17 ноября 2001 года. С 1990 года он председатель Папского Совета по делам Семьи, а с 1991 года, почетный (emeritus) архиепископ Медельина.
Как председатель Папского Совета по делам Семьи, он был известен утверждениями, о том, что лучший способ борьбы против распространения ВИЧ/СПИД — это воздержание, а использование презервативов не только аморально, но и не предотвращает полностью риск заражения.

## Влияние вРимской курии
Лопес Трухильо был одним из кардиналов, рассматриваемых в качестве папабиле на Папском Конклаве 2005 года, в котором он участвовал как кардинал-выборщик и на котором был избран папой кардинал Ратцингер.
Альфонсо Лопес Трухильо был одним из влиятельных кардиналов в Римской курии, отличаясь консерватизмом. Разделяя взгляды нынешнего понтифика Бенедикта XVI, он входил в его ближайшее окружение.
После четырёхнедельной госпитализации, кардинал Лопес Трухильо скончался 19 апреля 2008 года в Риме, в возрасте 72 лет, из-за дыхательной инфекции, возникающей как осложнение диабета. Заупокойная месса по нему была отслужена 23 апреля 2008 года в соборе Святого Петра. Кардинал Анджело Содано служил как предстоятель службы, а папа римский Бенедикт XVI произнес проповедь и исполнил заключительное отпущение грехов.